# Društvo južnih željeznica
Društvo južnih željeznica ili puno ime Carsko kraljevsko povlašteno društvo južnih željeznica (njem.: Kaiserlich-königliche privilegierte Südbahn-Gesellschaft) je najveće privatno željezničko društvo u Austro-Ugarskoj Monarhiji konstituirano 23. rujna 1858. sa sjedištem u Beču, a kao Društvo južnih željeznica poslovalo je od 18. studenog 1876. Velik udio u njemu imale su Rothschildove banke.
Veliki udio u Društvu južnih željeznica koje su sagradile prvu željezničku prugu u Hrvatskoj je imala dinastija Rothschild.
U početku se zvalo Carsko kraljevsko povlašteno društvo austrijskih južnih lombardijsko-venecijanskih i centralno talijanskih željeznica, a izmjenom statuta 1862. nosi naziv "Carsko kraljevsko povlašteno društvo južnih željeznica" ili kraće "Društvo južnih željeznica". 
Imalo je važnu ulogu u prometnom životu Hrvatske, bilo je glavni arbitar u planiranju i izgradnji željezničkih pruga, u vođenju tarifne politike na njima, a izravno i u razvoju pojedinih krajeva i gospodarske djelatnosti. Izgradilo je neke važne pruge u Hrvatskoj (npr. Zagreb – Karlovac, 1865.), posjedovalo najveći broj pruga o kojima je ovisio promet s Trstom i Rijekom (pruge Beč – Trst, Pivka – Rijeka), pa je svojom tarifnom politikom utjecalo na preusmjeravanje prometa iz Mađarske i Hrvatske na tršćansku luku, što je štetilo razvoju Rijeke i Senja. Nakon 1918. pojedine države sljednice Austro-Ugarske otkupile su pruge na svom području (1924.), pa je željezničko poduzeće prestalo postojati, no ono je i dalje postojalo kao pravna osoba.

## Povijest
Isprva je obuhvaćalo željeznice u Austriji, Lombardiji, Veneciji, središnjoj Italiji, Hrvatskoj, Sloveniji i drugdje (ukupno 1396 km izgrađenih željezničkih pruga). Planovi za razvoj željezničke mreže bili su veliki pa se u tom trenutku gradilo 1105 km nove željezničke mreže, a projektirano je 632 km novih pruga koje je tek trebalo izgraditi. Bilo je najveće takvo društvo u Austro-Ugarskoj Monarhiji. Koncesiju za uporabu željeznice prvo je dobilo na 20 godina, a potom je koncesija produžena do 1968.
Društvo južnih željeznica imalo je važnu ulogu u željezničkoj povijesti Hrvatske. Bilo je pokretač planiranja i izgradnje željezničkih pruga te je izravno utjecalo na gospodarski razvoj pojedinih krajeva (npr. potaklo je izgradnju hotela Kvarner i razvoj turizma u Opatiji). S druge strane, svojom tarifnom politikom preusmjerilo je promet iz Mađarske i Hrvatske prvo na venecijansku, a potom na tršćansku luku (od 1866.), što je naštetilo razvoju Rijeke i Senja. Društvo je imalo monopol na promet i izgradnju željeznica prema Jadranu. Sukladno tomu, upravljalo je prugama Beč–Trst, Pivka–Rijeka, Divača–Pula. Izgradilo je neke važne pruge u kontinentalnoj Hrvatskoj: Zidani Most–Zagreb–Sisak, 1862. i Zagreb–Karlovac, 1865. (potonju su otkupile Mađarske državne željeznice 1880.).
Raspadom Austro-Ugarske Monarhije (1918.) društvo se raspalo prema državama sljednicama, koje su otkupile pruge na svom području i međusobno razdijelile vozni park. Austrijski dio poduzeća nacionaliziran je 1923. i od tada rad je nastavilo pod nazivom Društvo željeznica Dunav–Sava–Jadran. Iako više nije djelovalo kao željezničko poduzeće i dalje je postojalo kao pravna osoba. Predstavnici društva su 1942. na Brijunima s Italijom, Njemačkom, Mađarskom i NDH potpisali sporazum kojim je ono gotovo ukinuto, no mirovnim ugovorom 1947. u Parizu taj je sporazum proglašen ništetnim. Jugoslavija je za svoje pruge posljednju ratu odštete isplatila 1967. i od tada prestaju prava Društva južnih željeznica na prugama na njezinu teritoriju. Likvidacija poslovanja započela je 1970., a dovršena je 1982. <LZMK>
Na istarskom je području upravljalo prugom Beč-Trst, koju je pod povoljnim uvjetima kupilo od države, a izgradilo je i Riječku prugu. U početku prometovanja upravljalo je i prugom Divača-Pula. Osobito je zaslužno za razvoj turizma u Opatiji. Direktor Friedrich Schüler izgradio je prvi opatijski hotel Kvarner, a organizirali su i promet vagona za spavanje iz Beča do Rijeke i Pule. Društvo južnih željeznica imalo je monopol na promet i izgradnju željeznica prema Jadranu. Raspadom Austro-Ugarske Monarhije i Društvo se raspalo prema državama sljednicama, ali je nastavilo s radom kao Društvo željeznica Dunav-Sava-Jadran. Na Brijunima su predstavnici Društva s Italijom, Njemačkom, Mađarskom i Nezavisnom Državom Hrvatskom 10. kolovoza 1942. potpisali sporazum kojim su ga gotovo ukinuli. Mirovnim ugovorom 1947. u Parizu taj je sporazum proglašen ništetnim. Jugoslavija je za pruge na svom teritoriju morala platiti odštetu, a posljednja je rata bila plaćena 1. siječnja 1967. i od tada prestaju prava Društva južnih željeznica na tim prugama.